# 1932年
1932年（1932 ねん）は、西暦（グレゴリオ暦）による、金曜日から始まる閏年。昭和7年。

## 他の紀年法
- 干支：壬申
- 日本（月日は一致）
  - 昭和7年
  - 皇紀2592年
- 中国（月日は一致）
  - 中華民国：中華民国21年
  - 満洲国：大同元年3月1日 - 12月31日
- 朝鮮（月日は一致）
  - 檀紀4265年
  - 主体21年
- 阮朝（ベトナム）
  - 保大6年11月24日 - 保大7年12月5日
- モンゴル人民共和国（月日は一致）
  - モンゴル人民共和国22年
- 仏滅紀元：2474年 - 2475年
- イスラム暦：1350年8月21日 - 1351年9月3日
- ユダヤ暦：5692年4月22日 - 5693年4月2日
- 修正ユリウス日(MJD)：26707 - 27072
- リリウス日(LD)：127548 - 127913

※檀紀は、大韓民国で1948年に法的根拠を与えられたが、1962年からは公式な場では使用されていない。

※主体暦は、朝鮮民主主義人民共和国で1997年に制定された。

## カレンダー
| 1月 |    |    |    |    |    |    |
| 日  | 月 | 火 | 水 | 木 | 金 | 土 |
|     |    |    |    |    | 1  | 2  |
| 3   | 4  | 5  | 6  | 7  | 8  | 9  |
| 10  | 11 | 12 | 13 | 14 | 15 | 16 |
| 17  | 18 | 19 | 20 | 21 | 22 | 23 |
| 24  | 25 | 26 | 27 | 28 | 29 | 30 |
| 31  |    |    |    |    |    |    |
|     |    |    |    |    |    |    |

| 2月 |    |    |    |    |    |    |
| 日  | 月 | 火 | 水 | 木 | 金 | 土 |
|     | 1  | 2  | 3  | 4  | 5  | 6  |
| 7   | 8  | 9  | 10 | 11 | 12 | 13 |
| 14  | 15 | 16 | 17 | 18 | 19 | 20 |
| 21  | 22 | 23 | 24 | 25 | 26 | 27 |
| 28  | 29 |    |    |    |    |    |
|     |    |    |    |    |    |    |

| 3月 |    |    |    |    |    |    |
| 日  | 月 | 火 | 水 | 木 | 金 | 土 |
|     |    | 1  | 2  | 3  | 4  | 5  |
| 6   | 7  | 8  | 9  | 10 | 11 | 12 |
| 13  | 14 | 15 | 16 | 17 | 18 | 19 |
| 20  | 21 | 22 | 23 | 24 | 25 | 26 |
| 27  | 28 | 29 | 30 | 31 |    |    |
|     |    |    |    |    |    |    |

| 4月 |    |    |    |    |    |    |
| 日  | 月 | 火 | 水 | 木 | 金 | 土 |
|     |    |    |    |    | 1  | 2  |
| 3   | 4  | 5  | 6  | 7  | 8  | 9  |
| 10  | 11 | 12 | 13 | 14 | 15 | 16 |
| 17  | 18 | 19 | 20 | 21 | 22 | 23 |
| 24  | 25 | 26 | 27 | 28 | 29 | 30 |
|     |    |    |    |    |    |    |

| 5月 |    |    |    |    |    |    |
| 日  | 月 | 火 | 水 | 木 | 金 | 土 |
| 1   | 2  | 3  | 4  | 5  | 6  | 7  |
| 8   | 9  | 10 | 11 | 12 | 13 | 14 |
| 15  | 16 | 17 | 18 | 19 | 20 | 21 |
| 22  | 23 | 24 | 25 | 26 | 27 | 28 |
| 29  | 30 | 31 |    |    |    |    |
|     |    |    |    |    |    |    |

| 6月 |    |    |    |    |    |    |
| 日  | 月 | 火 | 水 | 木 | 金 | 土 |
|     |    |    | 1  | 2  | 3  | 4  |
| 5   | 6  | 7  | 8  | 9  | 10 | 11 |
| 12  | 13 | 14 | 15 | 16 | 17 | 18 |
| 19  | 20 | 21 | 22 | 23 | 24 | 25 |
| 26  | 27 | 28 | 29 | 30 |    |    |
|     |    |    |    |    |    |    |

| 7月 |    |    |    |    |    |    |
| 日  | 月 | 火 | 水 | 木 | 金 | 土 |
|     |    |    |    |    | 1  | 2  |
| 3   | 4  | 5  | 6  | 7  | 8  | 9  |
| 10  | 11 | 12 | 13 | 14 | 15 | 16 |
| 17  | 18 | 19 | 20 | 21 | 22 | 23 |
| 24  | 25 | 26 | 27 | 28 | 29 | 30 |
| 31  |    |    |    |    |    |    |
|     |    |    |    |    |    |    |

| 8月 |    |    |    |    |    |    |
| 日  | 月 | 火 | 水 | 木 | 金 | 土 |
|     | 1  | 2  | 3  | 4  | 5  | 6  |
| 7   | 8  | 9  | 10 | 11 | 12 | 13 |
| 14  | 15 | 16 | 17 | 18 | 19 | 20 |
| 21  | 22 | 23 | 24 | 25 | 26 | 27 |
| 28  | 29 | 30 | 31 |    |    |    |
|     |    |    |    |    |    |    |

| 9月 |    |    |    |    |    |    |
| 日  | 月 | 火 | 水 | 木 | 金 | 土 |
|     |    |    |    | 1  | 2  | 3  |
| 4   | 5  | 6  | 7  | 8  | 9  | 10 |
| 11  | 12 | 13 | 14 | 15 | 16 | 17 |
| 18  | 19 | 20 | 21 | 22 | 23 | 24 |
| 25  | 26 | 27 | 28 | 29 | 30 |    |
|     |    |    |    |    |    |    |

| 10月 |    |    |    |    |    |    |
| 日   | 月 | 火 | 水 | 木 | 金 | 土 |
|      |    |    |    |    |    | 1  |
| 2    | 3  | 4  | 5  | 6  | 7  | 8  |
| 9    | 10 | 11 | 12 | 13 | 14 | 15 |
| 16   | 17 | 18 | 19 | 20 | 21 | 22 |
| 23   | 24 | 25 | 26 | 27 | 28 | 29 |
| 30   | 31 |    |    |    |    |    |
|      |    |    |    |    |    |    |

| 11月 |    |    |    |    |    |    |
| 日   | 月 | 火 | 水 | 木 | 金 | 土 |
|      |    | 1  | 2  | 3  | 4  | 5  |
| 6    | 7  | 8  | 9  | 10 | 11 | 12 |
| 13   | 14 | 15 | 16 | 17 | 18 | 19 |
| 20   | 21 | 22 | 23 | 24 | 25 | 26 |
| 27   | 28 | 29 | 30 |    |    |    |
|      |    |    |    |    |    |    |

| 12月 |    |    |    |    |    |    |
| 日   | 月 | 火 | 水 | 木 | 金 | 土 |
|      |    |    |    | 1  | 2  | 3  |
| 4    | 5  | 6  | 7  | 8  | 9  | 10 |
| 11   | 12 | 13 | 14 | 15 | 16 | 17 |
| 18   | 19 | 20 | 21 | 22 | 23 | 24 |
| 25   | 26 | 27 | 28 | 29 | 30 | 31 |
|      |    |    |    |    |    |    |

## できごと

### 1月
- 1月6日 - 大相撲春秋園事件（天竜事件）
- 1月8日 - 朝鮮人李奉昌が天皇の馬車に爆弾を投げる（桜田門事件）
- 1月18日 - 上海日本人僧侶襲撃事件
- 1月25日 - ソ連・ポーランド不可侵条約締結
- 1月28日 - 第一次上海事変

### 2月
- 2月9日 - 前蔵相井上準之助が東京本郷で血盟団員小沼正に暗殺される（血盟団事件）
- 2月17日 - 銀座の柳植樹式（3月21日までに294本。銀座の柳復活）
- 2月20日 - 第18回衆議院議員総選挙
- 2月22日 - 上海戦線にて陸軍一等兵3名が爆弾筒を抱え相手陣地に突入し爆死（「爆弾三勇士」事件）

### 3月
- 3月1日 - 満洲国が建国宣言
- 3月1日 - リンドバーグ愛児誘拐事件
- 3月5日 - 三井合名理事長團琢磨が血盟団員に暗殺される（血盟団事件）
- 3月7日 - 関西学院大学、大学令により設立認可
- 3月7日 - 玉の井バラバラ殺人事件
- 3月11日 - 血盟団盟主井上日召が自首
- 3月18日 - 第61臨時議会召集
- 3月18日 - 『1932年の大日本帝国』の著者アンドレ・ヴィオリスが来日。
- 3月19日 - シドニーのハーバーブリッジが開通。
- 3月26日 - 千田是也らの東京演劇集団第1回公演（「乞食芝居」）

### 4月
- 4月1日
  - 海軍航空廠設置（横須賀）
  - 鉄道弘済会開業
- 4月24日 - 第1回東京優駿大競走開催（目黒競馬場）
- 4月29日 - 上海天長節爆弾事件

### 5月
- 5月5日
  - 第1次上海事変: 上海停戦協定調印
  - 上智大生靖国神社参拝拒否事件
- 5月6日 - 仏大統領ポール・ドゥメールが暗殺される（7日死去）
- 5月9日 - 坂田山心中事件
- 5月10日 - アルベール・ルブランが仏大統領に就任
- 5月14日 - チャップリン来日
- 5月15日 - 五・一五事件で、犬養毅首相が殺害される
- 5月16日 - 犬養内閣総辞職
- 5月17日 - 福岡日日新聞が五・一五事件を社説「敢て國民の覚悟を促す」で批判し久留米師団や在郷軍人から威嚇さる
- 5月18日 - 隅田川両国橋渡橋式
- 5月19日 - 館山海軍航空隊が館山・小笠原往復で新記録樹立（14時間13分）
- 5月20日
  - 鈴木喜三郎が政友会総裁に就任
  - アメリア・イアハートが女性初の単独大西洋横断飛行 （14時間54分）
  - 大塚金之助ら編「日本資本主義発達史講座」発刊
- 5月21日 - 市村座焼失
- 5月23日 - 第62臨時議会召集
- 5月26日 - 齋藤内閣成立
- 5月29日
  - 日本国家社会党結成（赤松克麿ら）
  - 新日本国民同盟結成（下中弥三郎ら）
- 5月30日 - 独ブリューニング内閣総辞職

### 6月
- 6月1日 - 東京市立光明小学校開校（初の肢体不自由児のための特別支援学校）
- 6月15日 - ボリビアがパラグアイに宣戦布告。チャコ戦争勃発。
- 6月19日 - 廣野ゴルフ倶楽部開場
- 6月24日 - シャム王国（タイ王国）でクーデター（立憲革命）が起こり、立憲君主制に移行

### 7月
- 7月1日
  - 総武線御茶ノ水 - 両国間開通。中央線と連絡
  - 富士山頂に気象観測所を開設
- 7月4日 - 日支紛争の実状調査にあたるリットン調査団が来日
- 7月5日 - ポルトガルでサラザール内閣成立（独裁始まる）
- 7月16日 - 堺利彦発狂、家庭内暴力のため、青山脳病院に入院
- 7月25日 - ソ連・ポーランド不可侵条約締結
- 7月27日 - 宮崎銀行設立
- 7月30日 - 第10回ロサンゼルスオリンピック 開幕（〜8月14日）
- 7月31日 - ドイツの総選挙で国家社会主義ドイツ労働者党が第一党になる

### 8月
- 8月6日 - 第1回ヴェネツィア国際映画祭開催
- 8月12日 - 株式会社東京宝塚劇場（現在の東宝）設立（小林一三）
- 8月22日 - 第63臨時議会召集
- 8月24日 - アメリア・イアハートが女性初の米大陸単独横断無着陸飛行のため東海岸のニュージャージー州ニューアークを離陸。19時間後の翌25日、ロスアンゼルスに着陸。

### 9月
- 9月15日
  - 日満議定書調印
  - 撫順炭鉱襲撃事件

### 10月
- 10月1日 - 東京市35区の成立（旧東京市15区に隣接する5郡82町村を合併）。人口が倍増し497万人、世界第2位の都市となる
- 10月2日 - リットン報告書が公表される。
- 10月4日 - ハンガリーでゲンベシュ内閣成立
- 10月6日 - 赤色ギャング事件（日本最初の銀行強盗事件）
- 10月14日 - 三重県志摩郡に深谷水道が完成
- 10月15日 - タタ航空（エア・インディア）が創業。
- 10月22日 - 石川県小松町で大火（1100戸焼失）
- 10月23日 - 唯物論研究会創立大会（戸坂潤・岡邦雄・三枝博音ら）
- 10月30日 - 熱海の共産党会議で一斉検挙（熱海事件）

### 11月
- 11月8日 - 米大統領選挙で民主党ルーズベルトが現職フーヴァーを破り当選
- 11月12日 - 東京地裁判事尾崎陞らを共産党シンパとして検挙（司法官赤化事件）
- 11月29日 - 仏ソ不可侵条約調印
- 「唯物論研究」創刊

### 12月
- 12月3日 - 独シュライヒャー 内閣成立
- 12月6日 - 日豊本線全通
- 12月10日 - シャム国王が憲法を承認（立憲君主制へ移行）
- 12月16日 - 白木屋（現COREDO日本橋）で火災（14人死亡）
- 12月23日 - 大日本国防婦人会発足
- 12月24日
  - 第64通常議会召集
  - 国際電話会社設立
- 12月28日 - 日本学術振興会設立

### 日付不詳
- 夏 - ジャン・ポール・サルトルとレイモン・アロンとシモーヌ・ド・ボーヴォワールが、モンパルナスのカフェで歓談。ここでサルトルはアロンから、エドムント・フッサールの現象学を紹介される。サルトルは、現象学に深く感動し、強い興味を抱く。

## 芸術・文化・ファッション
1932年のスポーツ
- ロサンゼルスオリンピック開催。
- レークプラシッドオリンピック開催。

1932年の音楽
- 上陸第一歩

1932年の映画
- 暗黒街の顔役（監督：ハワード・ホークス）
- グランド・ホテル（監督： エドマンド・グールディング）
- 大人の見る繪本 生れてはみたけれど（監督： 小津安二郎）

## 誕生

### 1月
- 1月2日 - 久米是志、実業家 (+ 2022年)
- 1月2日 - 二上達也、棋士（+ 2016年）
- 1月2日 - 大津淳、元プロ野球選手 (+ 2020年)
- 1月2日 - 神津善行、作曲家
- 1月2日 - 野末陳平、放送作家・経済評論家・元参議院議員
- 1月3日 - 江崎実生、映画監督
- 1月5日 - ウンベルト・エーコ、哲学者・小説家（+ 2016年）
- 1月5日 - ビル・フォルケス、サッカー選手（+ 2013年）
- 1月5日 - ライサ・ゴルバチョワ、ミハイル・ゴルバチョフの夫人（+ 1999年）
- 1月6日 - 武良布枝、随筆家、水木しげるの妻
- 1月7日 - 石橋大吉、元政治家・元参議院議員（+ 2022年）
- 1月8日 - 吉田義昭、脚本家・劇作家（+ 1989年）
- 1月8日 - 鈴木幸雄、プロ野球選手（+ 2022年）
- 1月10日 - 鳥井守幸、ジャーナリスト
- 1月10日 - 3代目三遊亭圓歌、落語家（+ 2017年）
- 1月11日 - 石森達幸、声優（+ 2013年）
- 1月13日 - 小田喜美雄、プロ野球選手（+ 2012年）
- 1月15日 - 今江祥智、児童文学作家（+ 2015年[1]）
- 1月15日 - 脇村春夫、元日本高等学校野球連盟会長
- 1月16日 - ダイアン・フォッシー、動物学者（+ 1985年）
- 1月16日 - 藤田敏八、映画監督・脚本家（+ 1997年）
- 1月16日 - 阿井景子、作家
- 1月17日 - 篠原有司男、現代美術家
- 1月18日 - 宮地惟友、元プロ野球選手
- 1月19日 - 花井悠、元プロ野球選手（+ 2007年）
- 1月19日 - 郷司裕、高校野球審判（+ 2006年）
- 1月20日 - 鈴木その子、美容研究家・料理研究家（+ 2000年）
- 1月20日 - 川内彩友美、童話作家
- 1月21日 - 杉江廣太郎、俳優（+ 1998年）
- 1月21日 - 稲盛和夫、実業家、京セラ・第二電電（現・KDDI）創業者（+ 2022年）
- 1月21日 - 嶋俊介、声優（+ 2003年）
- 1月22日 - 吉原健二、厚生官僚[2]
- 1月26日 - 伏見博明、旧皇族・伏見宮第26代当主
- 1月28日 - 井上光央、アナウンサー
- 1月28日 - 本多勝一、ジャーナリスト ※戸籍上は､1931年11月22日生まれ
- 1月29日 - 加藤正之、声優（+ 1993年）
- 1月30日 - 横山ノック、お笑いタレント・元大阪府知事（+ 2007年）
- 1月31日 - 大谷泰司、プロ野球審判員（+ 2012年）

### 2月
- 2月1日 - 広田良吾、工学者・物理学者・数学者（+ 2015年）
- 2月1日 - 箱田淳、元プロ野球選手 （+ 2021年）
- 2月1日 - 海老一染太郎、太神楽曲芸師（+ 2002年）
- 2月2日 - 長沢二郎、競泳選手（+ 2010年）
- 2月2日 - 金原二郎、司会者・元日本テレビアナウンサー（+ 1997年）
- 2月4日 - 福田繁雄、グラフィックデザイナー（+ 2009年）
- 2月4日 - 安藤実親、作曲家（+ 2022年）
- 2月5日 - チェーザレ・マルディーニ、元サッカー選手・サッカー指導者（+ 2016年）
- 2月5日 - 大山勝美、演出家（+ 2014年）
- 2月6日 - 寿美花代、女優・タレント
- 2月6日 - フランソワ・トリュフォー、映画監督（+ 1984年）
- 2月6日 - 伊藤正博、俳優
- 2月8日 - 佐藤信二、政治家(+ 2016年[3])
- 2月8日 - ジョン・ウィリアムズ、作曲家
- 2月9日 - 広岡達朗、元プロ野球選手
- 2月9日 - ゲルハルト・リヒター、画家
- 2月14日 - キャロル・ケネディ、フィギュアスケート選手（+ 2004年）
- 2月14日 - 吉永祐介、日本の検察官(第18代検事総長)・弁護士(+ 2013年)
- 2月15日 - 白土三平、漫画家（+ 2021年）
- 2月16日 - 岡部政明、声優
- 2月16日 - 水上靜哉、元プロ野球選手
- 2月16日 - 宮内國郎、作曲家（+ 2006年）
- 2月18日 - 佐々木行、ダークダックスのメンバー（+ 2016年）
- 2月22日 - 谷啓、俳優・コメディアン・トロンボーン奏者（+ 2010年）
- 2月22日 - エドワード・ケネディ、政治家（+ 2009年）
- 2月23日 - 永井康雄、プロ野球選手
- 2月24日 - 高橋真輝、プロ野球選手
- 2月27日 - エリザベス・テーラー、女優（+ 2011年[4]）
- 2月28日 - 鈴木武、元プロ野球選手（+ 2004年）

### 3月
- 3月1日 - 百瀬宏、国際政治学者
- 3月1日 - 伊沢修、元プロ野球選手（+ 1989年）
- 3月1日 - 井村君江、英文学者・ケルト・ファンタジー文学研究者
- 3月2日 - ハンベルト・フェルナンデス、元プロ野球選手 (+ 2016年)
- 3月2日 - 高橋たか子、小説家（+ 2013年）
- 3月5日 - 2代目露の五郎兵衛、上方噺家・大阪にわかの仁輪加師（+ 2009年）
- 3月5日 - 和久井節緒、声優（+ 1981年）
- 3月6日 - 吉田竜夫、漫画家・アニメ原作者・タツノコプロ設立者（+ 1977年）
- 3月7日 - 河内桃子、女優（+ 1998年）
- 3月9日 - 袖井林二郎、国際政治学者・評論家
- 3月13日 - クロード・トーマス・スミス、作曲家（+ 1987年）
- 3月14日 - 大竹宏、声優 (+ 2022年)
- 3月14日 - 大沢啓二、元プロ野球選手（+ 2010年）
- 3月14日 - 岡田映一、俳優
- 3月15日 - 平岩弓枝、脚本家・小説家 (+ 2023年)
- 3月16日 - ドン・ブラッシンゲーム、元プロ野球選手（+ 2005年）
- 3月18日 - フランク永井、歌手（+ 2008年）
- 3月18日 - クルト・オッペルト、フィギュアスケート選手 (+ 2015年)
- 3月18日 - 真継伸彦、作家（+ 2016年）
- 3月18日 - ジョン・アップダイク、アメリカの作家・詩人（+ 2009年）
- 3月21日 - 高森和子、元女優・エッセイスト
- 3月26日 - 野村沙知代、野村克也の妻（+ 2017年）
- 3月26日 - 早乙女勝元、作家・児童文学作家 (+ 2022年)
- 3月27日 - 浮田逸郎、プロ野球選手 (+ 2017年)
- 3月31日 - 大島渚、映画監督（+ 2013年）

### 4月
- 4月2日 - 手沢庄司、元プロ野球選手
- 4月3日 - 有馬稲子、女優
- 4月4日 - アンドレイ・タルコフスキー、映画監督（+ 1986年）
- 4月4日 - アンソニー・パーキンス、俳優（+ 1992年）
- 4月4日 - 後藤明生、小説家（+ 1999年）
- 4月8日 - 露口茂、俳優
- 4月9日 - 三谷昇、俳優（+ 2023年）
- 4月9日 - 大畑庄作、プロ野球選手（+ 2018年）
- 4月11日 - ジョエル・グレイ、俳優・ダンサー・司会者
- 4月13日 - ジェニファー・ニックス、フィギュアスケート選手（+ 1980年）
- 4月17日 - 矢島正明、声優・ナレーター
- 4月18日 - 川合伸旺、俳優・声優（+ 2006年）
- 4月19日 - ズザーネ・ラウテンバッハー、ヴァイオリニスト
- 4月20日 - 瀬尾脩、撮影技師（+ 2014年）
- 4月22日 - 田中瑤子（+ 1999年）
- 4月22日 - 冨田勲、作曲家（+ 2016年）
- 4月22日 - 東泉東二、プロ野球選手
- 4月25日 - 太田淑子、声優（+ 2021年）
- 4月26日 - フランシス・レイ、作曲家（+ 2018年）
- 4月28日 - 石川進、元プロ野球選手（+ 2004年）
- 4月29日 - 海野かつを、元俳優
- 4月29日 - 一柳忠尚、プロ野球選手

### 5月
- 5月1日 - 山内一弘、元プロ野球選手（+ 2009年）
- 5月4日 - 樋口恵子、評論家
- 5月4日 - 青山浩、プロ野球選手
- 5月9日 - 大崎三男、元プロ野球選手
- 5月13日 - ダニー・ホッジ、プロレスラー（+ 2020年）
- 5月14日 - 佐原健二、俳優
- 5月14日 - 森本雅樹、天文学者（+ 2010年）
- 5月14日 - 小野拓、プロ野球選手
- 5月15日 - ブラジ・カチュル、言語学者 （+ 2016年）
- 5月23日 - 阿部良雄、フランス文学者（+ 2007年）
- 5月24日 - 井上喜一、衆議院議員（+ 2010年）
- 5月24日 - アーノルド・ウェスカー、劇作家（+ 2016年）
- 5月25日 - K・C・ジョーンズ、バスケットボール選手・指導者（+ 2020年）
- 5月30日 - ポーリン・オリヴェロス、アコーディオン奏者・作曲家（+ 2016年）

### 6月
- 6月2日 - 小田実、作家（+ 2007年）
- 6月2日 - 江森陽弘、ジャーナリスト（+ 2015年）
- 6月2日 - 中野隆夫、プロ野球選手
- 6月4日 - 屋山太郎、政治評論家 （+ 2024年）
- 6月12日 - 船村徹、作曲家（+ 2017年[5]）
- 6月15日 - 稲垣人司、高校野球指導者（+ 2000年）
- 6月16日 - オレグ・プロトポポフ、フィギュアスケート選手  (+ 2023年)
- 6月18日 - ロン・ネッチアイ、アメリカのプロ野球選手
- 6月18日 - 小鹿番、俳優（+ 2004年）
- 6月20日 - 田中一朗、元プロ野球選手（+ 2020年）
- 6月20日 - 勝目梓、作家（+ 2020年）
- 6月22日 - 拝藤聖雄、プロ野球選手（+ 2011年）
- 6月24日 - 藤井裕久、衆議院議員、元財務大臣（+ 2022年）
- 6月25日 - 宇井純、環境学者・公害問題研究家（+ 2006年）
- 6月26日 - 石井連蔵、アマチュア野球指導者（+ 2015年）
- 6月26日 - 村上幹夫、俳優（+ 2018年）
- 6月29日 - 伊東絹子、1953年（昭和28年）ミス・ユニバース日本代表、世界大会で第3位に入賞（+ 2023年）

### 7月
- 7月2日 - 中西隆三、脚本家（+ 2013年）
- 7月3日 - 伊藤克、俳優（+ 2019年）
- 7月3日 - 真鍋博、イラストレーター（+ 2000年）
- 7月5日 - 赤松瞭、プロ野球選手
- 7月6日 - 遠藤実、作曲家（+ 2008年）
- 7月6日 - 音羽美子、女優・歌手
- 7月6日 - 前田昌明、俳優・声優 （+ 2024年）
- 7月7日 - ジョー・ザヴィヌル、ピアノ・シンセサイザー奏者・元ウェザー・リポートリーダー（+ 2007年）
- 7月9日 - ドナルド・ラムズフェルド、アメリカ合衆国の政治家、アメリカ合衆国第13代・第21代国防長官（+ 2021年）
- 7月10日 - 熊川好生、前浦安市市長（+ 2002年）
- 7月10日 - 市田ひろみ、服飾評論家・エッセイスト・女優（+ 2022年）
- 7月12日 - 西塚泰美、医学者・生化学者（+ 2004年）
- 7月17日 - 青島幸男、タレント・元東京都知事（+ 2006年）
- 7月17日 - 石堂淑朗、脚本家・評論家（+ 2011年）
- 7月19日 - 田の中勇、声優（+ 2010年）
- 7月20日 - 松山昇、元プロ野球選手
- 7月20日 - ナム・ジュン・パイク、現代美術家（+ 2006年）
- 7月20日 - 吉成武雄、プロ野球選手（+ 1960年）
- 7月24日 - 長沢工、天文学者 (+ 2019年)
- 7月25日 - 杉本定介、プロ野球選手（+ 没年不詳）
- 7月27日 - ジョージ・リガ、劇作家・小説家（+ 1987年）
- 7月31日 - 堂本暁子、元参議院議員・千葉県知事

### 8月
- 8月2日 - ピーター・オトゥール、アイルランドの俳優（+ 2013年）
- 8月6日 - 種田弘、プロ野球選手 (+ 2018年)
- 8月7日 - アベベ・ビキラ、マラソン選手（+ 1973年）
- 8月7日 - ジャック・ブルーム、元プロ野球選手
- 8月10日 - 山村嵯都子、女優　（役年不詳）
- 8月11日 - 岸惠子、女優
- 8月11日 - 小林亜星、作曲家・作詞家・俳優 (+ 2021年)
- 8月12日 - 川辺久造、俳優
- 8月17日 - 岩井活水、プロ野球選手 （+ 没年不詳）
- 8月20日 - 木下博、政治家
- 8月21日 - 村上正邦、政治家 (+ 2020年[6])
- 8月24日 - 神崎安隆、元プロ野球選手（+ 1985年）
- 8月29日 - 幸田弘子、女優（+ 2020年）

### 9月
- 9月3日 - 飯島敏宏、監督・脚本・プロデューサー（+ 2021年）
- 9月3日 - 新藤享弘、政治家（+ 2020年）
- 9月5日 - ロバート・デナード、電子工学者・発明家 （+ 2024年）
- 9月6日 - 岩城宏之、指揮者・打楽器奏者（+ 2006年）
- 9月6日 -  小川安三、俳優 （+ 没年不詳）
- 9月6日 - アルド・ノタリ、野球選手（+ 2006年）
- 9月8日 - 松山照夫、俳優
- 9月8日 -  安田晃昌、神道修成派美久仁大教会三代目教会長
- 9月9日 - 小室直樹、政治学者・社会学者（+ 2010年）
- 9月10日 - 山田康雄、俳優・声優（+ 1995年）
- 9月12日 - 岡田豊、元プロ野球選手
- 9月13日 - 大久保英男、元プロ野球選手
- 9月13日 - 菊池孝、プロレス評論家（+ 2012年[7]）
- 9月16日 - ジョージ・チャキリス、ダンサー・歌手・俳優
- 9月17日 - ロバート・B・パーカー、アメリカの小説家（+ 2010年）
- 9月18日 - 小和田恆、元外交官・国際司法裁判所所長
- 9月19日 - 安田伸、サックス奏者・コメディアン・俳優（+ 1996年）
- 9月20日 - ジャン＝マリー・ロンデックス、サクソフォーン奏者
- 9月20日 - 坂本登、プロ野球選手（+ 1989年）
- 9月22日 - ケン・アスプロモンテ、元プロ野球選手
- 9月25日 - グレン・グールド、ピアニスト（+ 1982年）
- 9月25日 - 井上佳明、プロ野球選手（+ 1980年）
- 9月27日 - 若山弦蔵、声優・ナレーター（+ 2021年）
- 9月30日 - 石原慎太郎、小説家・元衆院議員・東京都知事（+ 2022年）
- 9月30日 - 五木寛之、小説家

### 10月
- 10月1日 - 斯波重治、音響監督
- 10月2日 - 長谷川繁雄、元プロ野球選手（+ 1966年）
- 10月2日 - 出目昌伸、映画監督（+ 2016年）
- 10月2日 - モーリー・ウィリス、メジャーリーガー（+ 2022年）
- 10月3日 - 城山堅、声優
- 10月6日 - 松岡雅俊、元プロ野球選手（+ 2014年）
- 10月9日 - 本山可久子、女優
- 10月9日 - 山崎弘美、プロ野球選手（+ 2013年）
- 10月10日 - 高千穂ひづる、元女優（+ 2016年）
- 10月10日 - 大隅和雄、歴史学者・思想史家、大隅良典の兄
- 10月12日 - 兼本新吾、声優（+ 1991年）
- 10月12日 - 三浦雄一郎、プロスキーヤー、登山家
- 10月15日 - 小池聰行、実業家、オリコンの創業者（+ 2001年）
- 10月16日 - 伊藤隆、歴史学者
- 10月16日 - 名和宏、俳優（+ 2018年）
- 10月17日 - 小浜元孝、元バスケットボール選手、バスケットボール指導者（+ 2017年）
- 10月18日 - 北川芳男、元プロ野球選手
- 10月20日 - 納谷六朗、声優（+ 2014年）
- 10月23日 - 渡辺美佐子、女優
- 10月23日 - 森田実、政治評論家（+ 2023年）
- 10月30日 - 小倉薫、プロ野球選手

### 11月
- 11月1日 - 伊藤四郎、元プロ野球選手（+ 2011年）
- 11月1日 - 大神武俊、元プロ野球選手（+ 2003年）
- 11月2日 - 棟居進、プロ野球選手
- 11月3日 - 岩村吉博、元プロ野球選手
- 11月4日 - 山口繁、第14代最高裁判所長官
- 11月5日 - スタンレー橋本、元プロ野球選手 (+ 2000年)
- 11月6日 - 佐藤純彌、映画監督（+2019年[8]）
- 11月7日 - ディック・スチュアート、元プロ野球選手（+ 2002年）
- 11月11日 - 鵜飼勝美、元プロ野球選手
- 11月14日 - 普久原恒勇、作曲家（+ 2022年）
- 11月14日 - 横田滋、北朝鮮による拉致被害者家族連絡会設立者（+2020年）
- 11月17日 - 青木雨彦、コラムニスト・評論家（+ 1991年）
- 11月20日 - ジョン・バーンズ・チャンス、作曲家（+ 1972年）
- 11月20日 - 萬屋錦之介、時代劇俳優(+ 1997年)
- 11月21日 - 中川君子、幸福の科学創始者大川隆法の母
- 11月21日 - 谷幹一、俳優・コメディアン（+2007年）
- 11月22日 - 巴里夫、漫画家（+ 2016年）
- 11月23日 - 田中邦衛、俳優（+ 2021年）
- 11月25日 - 土屋弘光、元プロ野球選手
- 11月26日 - 河野基比古、映画評論家（+ 1991年）
- 11月27日 - ベニグノ・アキノ・ジュニア (+ 1983年）
- 11月28日 - 服部武夫、元プロ野球選手
- 11月29日 - ジャック・シラク、フランス第五共和政第5代大統領（+ 2019年[9][10][11]）
- 11月30日 - 渡辺清、元プロ野球選手

### 12月
- 12月4日 - 盧泰愚、軍人・政治家、第13代韓国大統領（+ 2021年）
- 12月5日 - フジ子・ヘミング、ピアニスト (+ 2024年）
- 12月5日 - 丸山博、プロ野球審判員 (+ 2019年)
- 12月10日 - 宮崎一夫、プロ野球選手（+ 2016年）
- 12月12日 - 秦郁彦、歴史学者
- 12月12日 - 小林信彦、作家
- 12月13日 - 仲代達矢、俳優
- 12月14日 - 尾身幸次、政治家（+ 2022年）
- 12月15日 - エドナ・オブライエン、小説家
- 12月16日 - ロディオン・シチェドリン、作曲家
- 12月16日 - 山本直純、作曲家・指揮者（+ 2002年）
- 12月18日 - 田口周、高校野球指導者（+ 2006年）
- 12月19日 - 木元教子、評論家・ジャーナリスト
- 12月20日 - 堀内誠一、グラフィックデザイナー、エディトリアルデザイナー、絵本作家 (+ 1987年)
- 12月25日 - 山本正美、作曲家、山本直純の妻（+ 2003年）
- 12月25日 - 江藤淳、文芸評論家（+ 1999年）
- 12月29日 - 奥田碩、実業家、日経連初代会長

## 死去
- 1月9日 - 立川熊次郎、実業家・出版人（* 1878年）
- 1月16日 - 鳥取春陽、演歌師（* 1900年）
- 1月18日 - 三宅やす子、作家（* 1890年）
- 1月30日 - 三代目神田伯山、講釈師（* 1872年）
- 2月1日 - アグスティン・ファラブンド・マルティ、エルサルバドルの革命家（* 1893年）
- 2月3日 - ハンナ・リデル、宣教師（* 1855年）
- 2月5日 - バーニー・ドレイファス、ピッツバーグ・パイレーツオーナー（* 1865年）
- 2月9日 - 井上準之助、銀行家・蔵相・日銀総裁（* 1869年）
- 2月16日 - フェルディナン・エデュアール・ビュイソン、平和主義者（* 1841年）
- 2月18日 - フリードリヒ・アウグスト3世、ザクセン王（* 1865年）
- 2月22日 - 作江伊之助、陸軍軍人、爆弾三勇士の一人（* 1910年）
- 2月22日 - 江下武二、陸軍軍人、爆弾三勇士の一人（* 1910年）
- 2月22日 - 北川丞、陸軍軍人、爆弾三勇士の一人（* 1910年）
- 2月29日 - ラモン・カザス、画家（* 1866年）
- 3月1日 - 春風亭柳枝 (6代目)、落語家（* 1881年）
- 3月3日 - オイゲン・ダルベール、作曲家（* 1864年）
- 3月5日 - 團琢磨、財界人・三井合名会社理事長（* 1858年）
- 3月6日 - ジョン・フィリップ・スーザ、「マーチ王」として有名な作曲家（* 1854年）
- 3月7日 - アリスティード・ブリアン、フランス首相（* 1862年）
- 3月14日 - ジョージ・イーストマン、発明家・コダック創業者（* 1854年）
- 3月21日 - 中馬庚、教育者（* 1870年）
- 3月24日 - 梶井基次郎、小説家（* 1901年）
- 3月26日 - ヘンリー・リーランド、自動車技術者、キャデラック・リンカーン創業者（* 1843年）
- 3月26日 - 木越安綱、日本の陸軍大臣（* 1854年）
- 3月26日 - 呉秀三、精神医学者（* 1865年）
- 3月28日 - レスリー・ショウ、第43代アメリカ合衆国財務長官（* 1848年）
- 3月28日 - 空閑昇、陸軍少佐（* 1887年）
- 3月29日 - フィリッポ・トゥラーティ、社会主義運動家（* 1857年）
- 4月4日 - ヴィルヘルム・オストヴァルト、化学者（* 1853年）
- 4月4日 - 岡田信一郎、建築家（* 1883年）
- 4月6日 - 江戸家猫八 (初代)、物真似師（* 1868年）
- 4月9日 - 末広恭二、造船工学者（* 1877年）
- 4月17日 - パトリック・ゲデス、生物学者・教育学者（* 1854年）
- 4月20日 - ジュゼッペ・ペアノ、ペアノの公理を定義した数学者（* 1858年）
- 4月30日 - 清水金太郎、バリトン歌手（* 1889年）
- 5月3日 - チャールズ・フォート、作家（* 1874年）
- 5月8日 - エレン・センプル、地理学者（* 1863年）
- 5月9日 - 田中王堂、哲学者・評論家（* 1867年）
- 5月15日 - 犬養毅、第29代内閣総理大臣（* 1855年）
- 5月20日 - ウィリアム・シェパード・ベンソン、アメリカ海軍の大将（* 1855年）
- 5月22日 - オーガスタ・グレゴリー、劇作家（* 1852年）
- 5月25日 - ヘンリー・ボイル、メジャーリーガー（* 1860年）
- 5月26日 - 白川義則、上海派遣軍司令官（* 1869年）
- 6月1日 - 福田雅太郎、陸軍大将（* 1866年）
- 6月2日 - ジョン・ウォルター・グレゴリー、地質学者・探検家（* 1864年）
- 6月6日 - エミール・フリアン、画家（* 1863年）
- 6月7日 - マキノ登六、俳優（* 1910年）
- 6月14日 - 新島八重、教育者、新島襄の妻（* 1845年）
- 6月16日 - 十三代目守田勘彌、歌舞伎役者（* 1885年）
- 6月25日 - ハワード・バレンタイン、陸上競技選手（* 1881年）
- 7月2日 - マヌエル2世、ポルトガル王（* 1889年）
- 7月6日 - ケネス・グレアム、小説家（* 1859年）
- 7月9日 - 崔曙海、小説家（* 1901年）
- 7月22日 - レジナルド・フェッセンデン、発明家（* 1866年）
- 7月23日 - アルベルト・サントス・デュモン、飛行機の操縦士（* 1873年）
- 8月2日 - ダン・ブローザース、元メジャーリーガー（* 1858年）
- 8月5日 - ジョン・ポール・グード、地理学者（* 1862年）
- 8月8日 - スティーブ・ベリャン、元メジャーリーガー（* 1849年）
- 8月9日 - ジョン・チャールズ・フィールズ、数学者（* 1863年）
- 8月15日 - 伊井蓉峰、俳優（* 1871年）
- 8月19日 - ルイ・アンクタン、画家（* 1861年）
- 9月16日 - ロナルド・ロス、内科の医師、1902年ノーベル生理学・医学賞（* 1857年）
- 9月18日 - 江木翼、政治家（* 1873年）
- 9月20日 - フランシスコ・カルバハル、メキシコ大統領（* 1870年）
- 9月30日 - エミール・ヴァン・エルメンゲム、細菌学者（* 1851年）
- 10月3日 - マックス・ヴォルフ、天文学者（* 1863年）
- 10月19日 - アルトゥール・フリードハイム、音楽家（* 1859年）
- 10月29日 - ジョゼフ・ババンスキー、医学者（* 1857年）
- 11月3日 - 岩田義道、労働運動家（* 1898年）
- 11月9日 - ナジェージダ・アリルーエワ、ソビエト連邦指導者スターリンの妻（* 1901年）
- 12月9日 - カール・ブロスフェルト、写真家（* 1865年）
- 12月11日 - 森恪、立憲政友会衆議院議員（* 1882年）
- 12月18日 - エドゥアルト・ベルンシュタイン、社会民主主義の思想家（* 1850年）
- 12月19日 - 尹奉吉、朝鮮の独立運動家（* 1908年）
- 12月27日 - ジョン・カーティー、電子工学者（* 1861年）
- 12月28日 - マルコム・ホイットマン、テニス選手（* 1877年）

## ノーベル賞
- 物理学賞 - ヴェルナー・ハイゼンベルク（ドイツ）
- 化学賞 - アーヴィング・ラングミュア（アメリカ）
- 生理学・医学賞 - チャールズ・シェリントン（イギリス）、エドガー・エイドリアン（イギリス）
- 文学賞 - ジョン・ゴールズワージー（イギリス）
- 平和賞 - 該当者なし